# John Rennie
John Rennie, född 7 juni 1761 i East Lothian, Skottland, död 4 oktober 1821 i London, var en brittisk civilingenjör, far till George Rennie och John Rennie d.y.

## Biografi
Rennie var en ansedd brokonstruktör och kanalbyggare. Hans förnämsta brobyggnader var Waterloo Bridge och Southwark Bridge i London. Bland kanaler, vilkas byggande han ledde, kan nämnas Grand Western Canal i Somerset, Polbrock Canal i Cornwall, kanalerna mellan Don och Dee i Aberdeen och mellan Arundel och Portsmouth i Sussex samt Kennet and Avon Canal mellan Newbury och Bath.
Ännu viktigare än dessa är hans hamnarbeten. London Docks, East och West India Docks i London samt dockor i Kingston upon Hull, Liverpool, Dublin, Greenock och Leith byggdes efter hans ritningar samt till större eller mindre del under hans ledning, liksom även skeppsvarven i Portsmouth, Chatham, Sheerness och Plymouth samt den stora vågbrytaren utanför den sistnämnda stadens hamn.